# Santorcaz
Santorcaz es un municipio de la Comunidad de Madrid, España, situado a 50 km de la capital de España. Está situada cerca de la frontera con la provincia de Guadalajara y a 20 km de su capital. La superficie del municipio es de 28,14 km², con una población de 999 habitantes (INE 2024) y una densidad de población de 32,55 hab/km².

## Toponimia
La toponimia de Santorcaz proviene del latín Sanctus Torquatus, en honor a San Torcuato, un misionero y santo de origen romano, considerado uno de los siete varones apostólicos que difundieron el cristianismo en la región de la Bética, en el sur de la península ibérica, en el siglo I. Su figura fue tan importante que su nombre fue preservado a lo largo de los siglos, adaptándose fonéticamente en la lengua romance a Santorcaz. El sufijo -az es característico de la toponimia medieval, especialmente en zonas del centro de España, y suele indicar un lugar relacionado con la figura o el culto de un santo, en este caso, San Torcuato. Además, el nombre de este santo en la toponimia española es relativamente raro, lo que hace que el topónimo de Santorcaz tenga un interés particular. Para comprender su origen fonético, debemos partir del genitivo latino TORQUĀTI, suponiendo que existiera un sustantivo como ecclesia (iglesia) implícito. Este nombre parece ser anterior a la conquista musulmana de la región y probablemente ha perdurado hasta la Reconquista, alrededor del año 1100.

## Historia
El santo cuya memoria es aquí evocada es Torcuato de Acci, el primero de los siete varones apostólicos a los que se atribuye la evangelización de la Bética en el siglo I.
Fue fundada por los íberos con el nombre de Orcada. Posee restos arqueológicos de los carpetanos (El Llano de la Horca), restos de un castillo de la Edad Media (Castillo de Torremocha), que fuera residencia de verano de los arzobispos de Toledo y cárcel de personajes tan ilustres como la princesa de Éboli o el Cardenal Cisneros. En esta localidad nació en 1614 el pintor de bodegones Juan de Arellano.
Cuentan con uno de los oppidum de origen celta más grande de la península, El Llano de la horca.
En Santorcaz se rodó la popular serie televisiva Crónicas de un pueblo. En la ficción, Santorcaz fue bautizada como Puebla Nueva del Rey Sancho.
Las naves y el coro de su iglesia fueron restauradas en 2024 por la diócesis de Alcalá sacando a luz elementos antiguos como una estructura de madera del siglo XVI que permanecía oculta.

## Demografía
Cuenta con una población de 999 habitantes (INE 2024).
| Gráfica de evolución demográfica de Santorcaz entre 1842 y 2021                                                       |
| |
| Población de derecho según los censos de población del INE. Población de hecho según los censos de población del INE. |

## Transporte
El municipio está comunicado con los pueblos de alrededor y con Alcalá de Henares mediante una línea regular de autobús. 
| Línea | Recorrido                                                       |
| ----- | --------------------------------------------------------------- |
| 275   | Alcalá de Henares - Los Santos de la Humosa - Alcalá de Henares |

## Galería

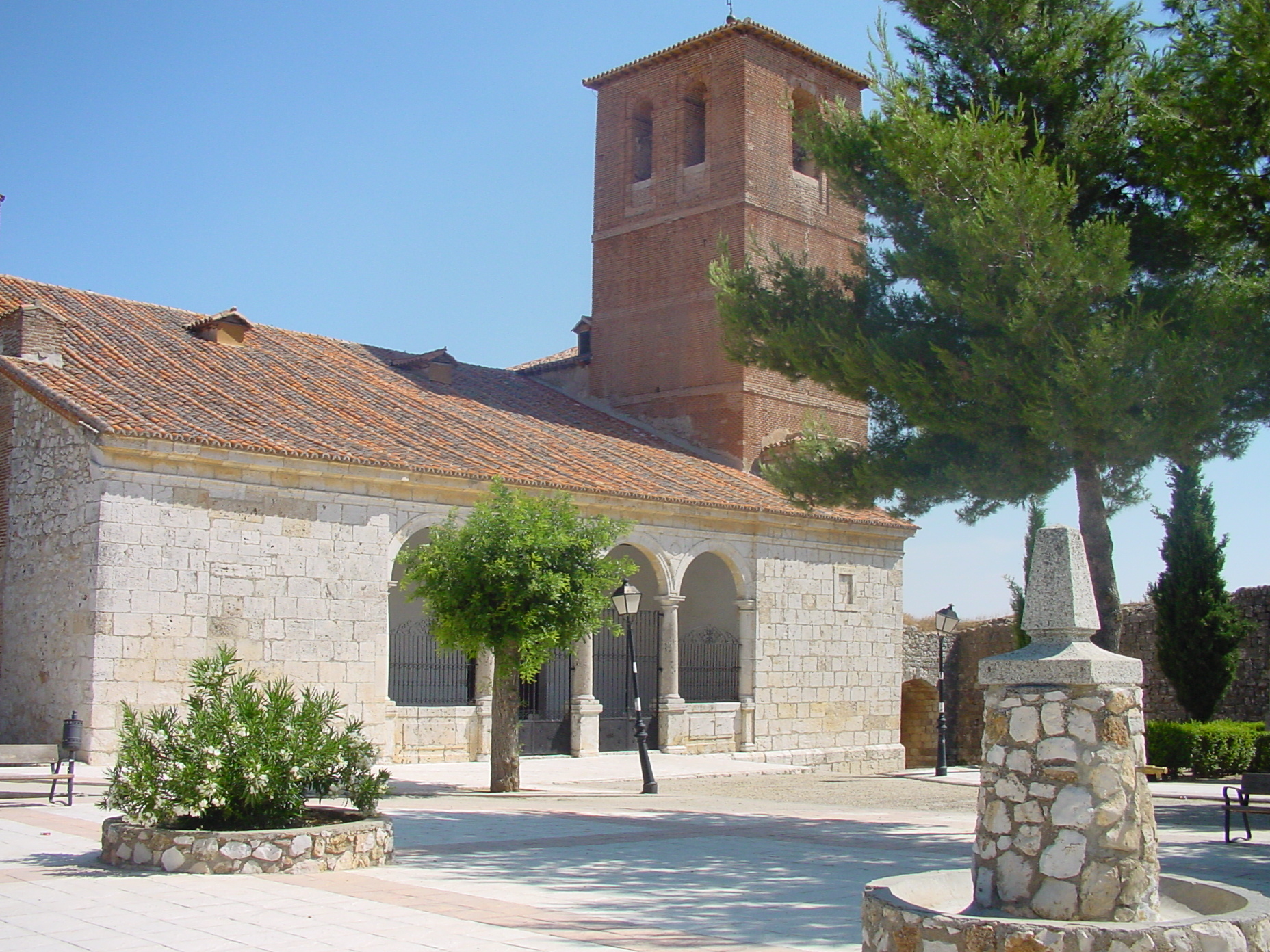
Iglesia parroquial de San Torcuato
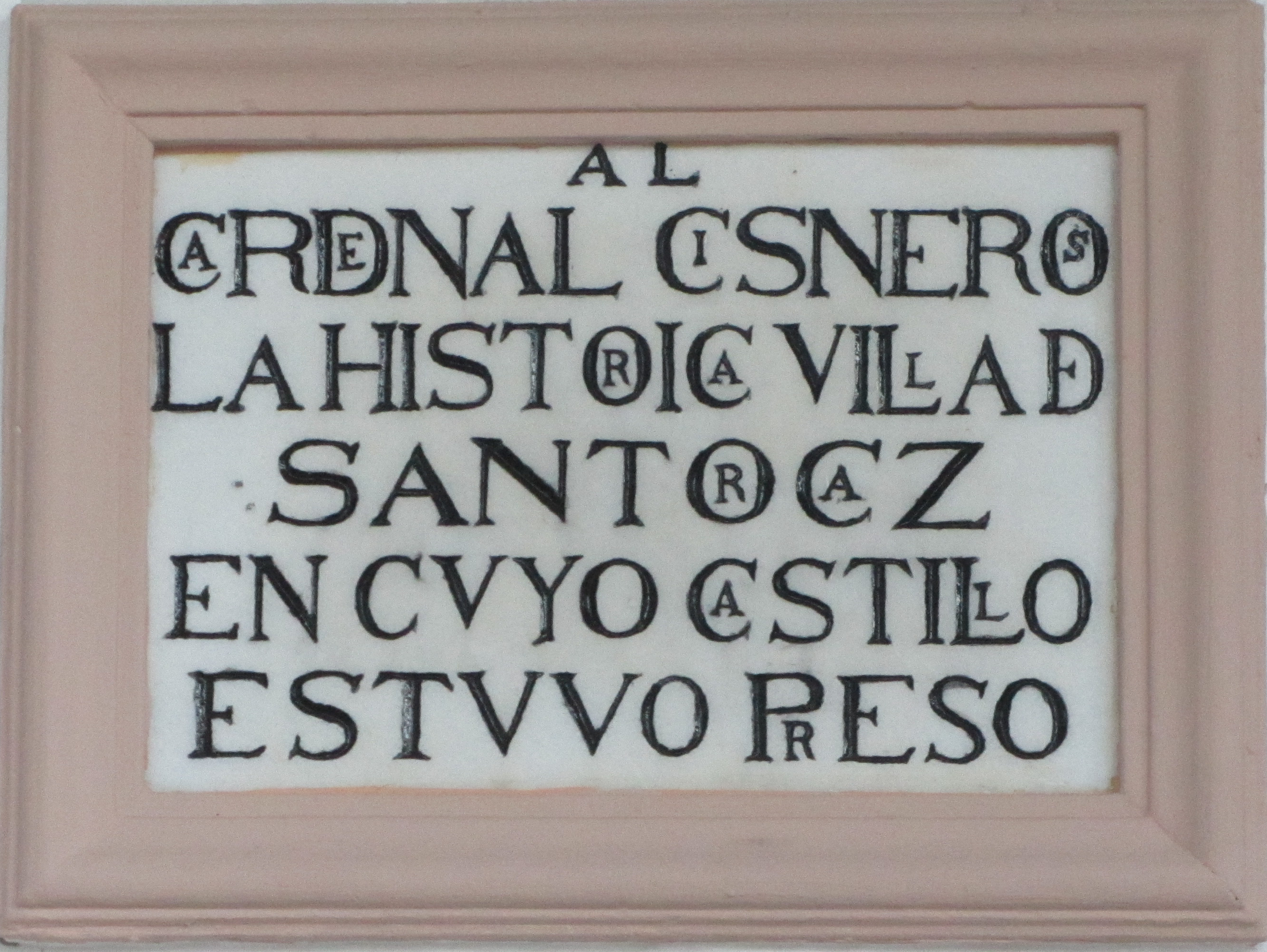
Cardenal Cisneros preso en el Castillo
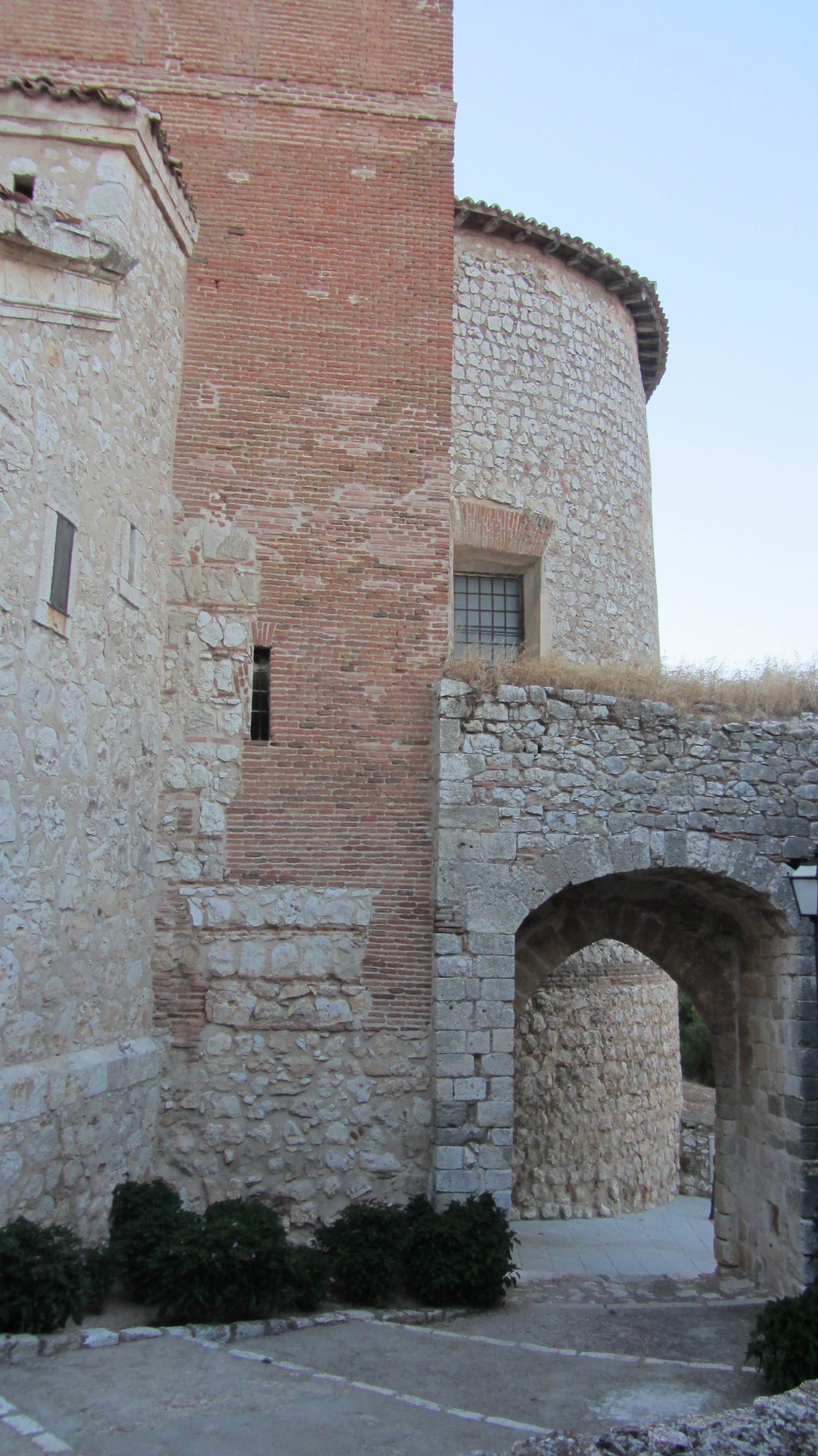
Arco de entrada al Castillo de Torremocha.
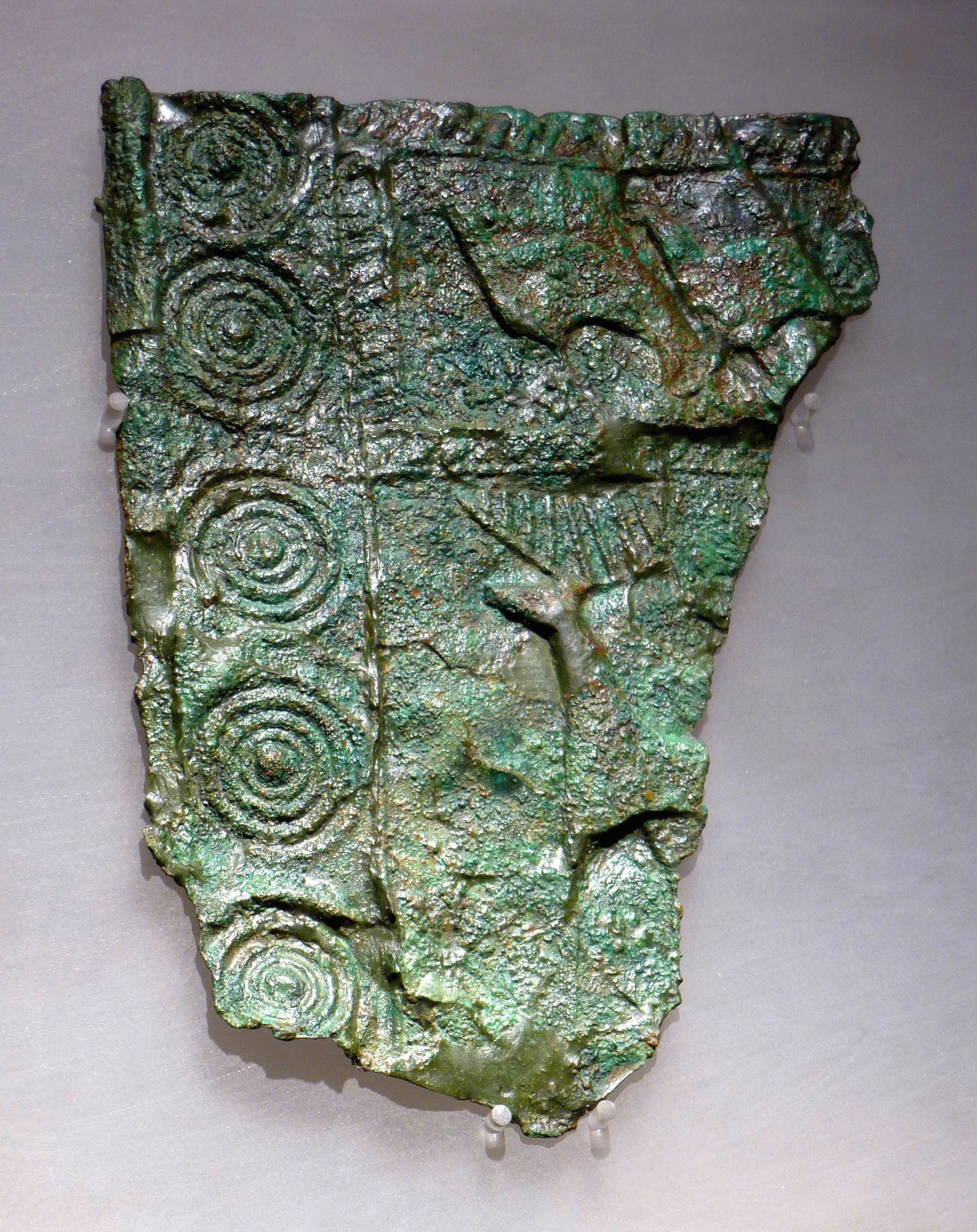
Placa decorada de bronce hallada en el asentamiento carpetano de El Llano de la Horca. Siglos III - I a. C. Museo Arqueológico Regional de la Comunidad de Madrid.
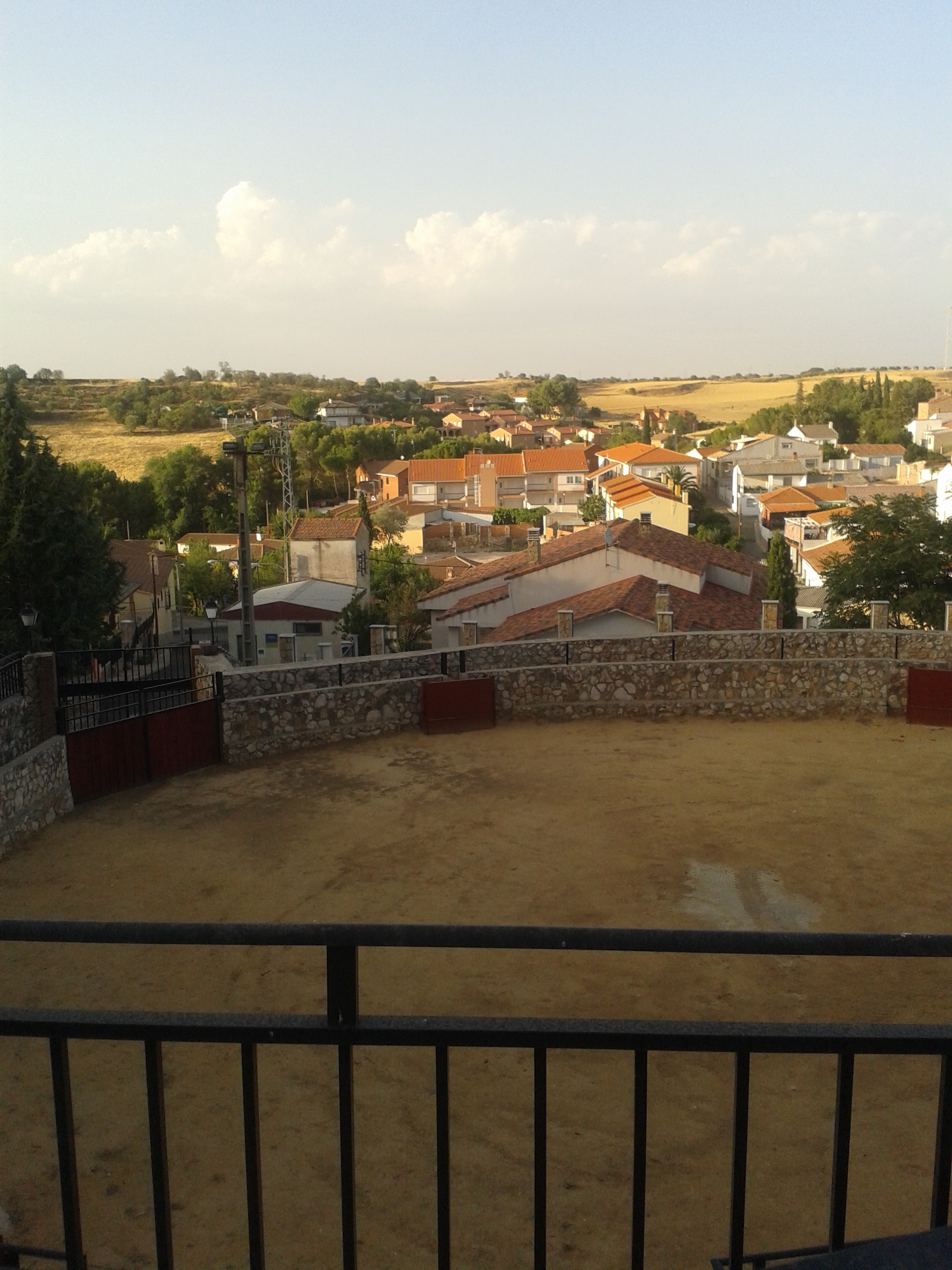
Vista parcial del pueblo